# 柳原陽一郎
柳原 陽一郎（やなぎはら よういちろう、1962年8月5日 - ）は、日本のシンガーソングライター、ミュージシャン。本名同じ。旧芸名は柳原 幼一郎（読みは同じ）。福岡県福岡市出身。血液型B型。愛称はやなちゃん。
1984年にたまを結成し、1994年よりソロ活動を開始。1995年にたまを脱退した後、1998年より本名名義で活動している。

## 経歴

### デビュー前
1962年8月5日、福岡県福岡市にて生まれる。
中学3年の終わりにギターをはじめ、19歳の時バンド「ファニーヒル」を結成。1984年、石川浩司や知久寿焼と即席バンドで演奏するライブにて「かきあげ丼」を結成。演奏後にバンドを継続することを考え、バンド名を「たま」に改名。当時は柳原幼一郎名義だった。たまでは、ピアノ、オルガン、アコーディオン、ピアニカといった多彩な鍵盤楽器を担当し、曲によってはギターを担当することもあった。1989年にTBS系音楽番組『三宅裕司のいかすバンド天国』に出場し、3代目グランドイカ天キングとなった。

### 1990年代
1990年5月5日、シングル『さよなら人類/らんちう』で、たまとしてメジャーデビューし、オリコン週間シングルチャートで初登場1位を獲得。同曲で同年末のNHK紅白歌合戦初出場も果たした。
1992年11月7日に横浜本牧アポロシアターにて開催されたテレビ神奈川開局20周年を記念した音楽イベント『RCサクセションの子供たち〜夜の散歩をしないかね〜』に参加。「多摩蘭坂」と「僕の自転車のうしろにのりなよ」を演奏。この時の模様は2004年3月24日に発売された映像作品『RCサクセションの子供たち』で作品化されている。
1994年にたまと並行してソロ活動を開始し、1995年1月25日にシングル『みんなおぼえてる/ブルー・アイズ』でソロデビューし、2月22日に洋楽を日本語でカバーした楽曲を中心にしたソロ・アルバム『ドライブ・スルー・アメリカ』をリリース。同年「たまとは違う音楽を演奏したい」という意思により脱退を発表。12月に開催されたライブ「たまのお歳暮」を最後にたまを脱退した。
1998年より名義を本名の柳原陽一郎に改め、この年にソロとして3作目となるシングル『きみを気にしてる』と2作目のアルバム『長いお別れ』をリリース。

### 2000年代
2002年に独自のレーベル「SWEETS DELI RECORDS」を設立し、2003年11月10日にマチルダ・ロドリゲスとライブ録音を行った10曲を収録したアルバム『ONE TAKE OK!』を発売。
2005年11月2日にソロデビュー10周年を記念したセルフカバー・アルバム『ふたたび』を発売。
2006年7月19日にジャズバンドWarehouseとのコラボレーション・アルバム『LADIES AND GENTLEMEN!』を「Warehouseと柳原」名義で発売。
2007年11月30日に6thアルバム『ウシはなんでも知っている』を発売。同作品にはジャズ・ミュージシャンが多数参加しており、『LADIES AND GENTLEMEN!』の流れを汲んでいる。翌年には同作のドキュメンタリー映像とライブ映像を収録した映像作品『いつかウシになる日まで 〜柳原陽一郎ドキュメント'07〜'08』が発売された。

### 2010年代
2010年11月23日に7thアルバム『DREAMER'S HIGH』を発売。この年にはデビュー20周年を記念したアーティストブック『Yanathology』も発売された。
2012年より、オルケスタ・リブレによる音楽劇『三文オペラ』に参加。全楽曲の訳詞とボーカルを担当。
2015年1月1日、ソロとして初となるベスト・セレクション・アルバム『もっけの幸い』を発売。8月28日に行われた映画『さよなら、人類』公開記念トークイベントに出席し、弾き語りを披露。同年よりライブイベント『ピテカントロプスになる日』が開始され、断続的に行なわれている。
2016年5月18日に発売された吉田省念のアルバム『黄金の館』に参加。
2017年11月8日に発売されたさくらももこと来生たかおのコラボレーション・アルバム『One Week』に収録の「木曜日は雨」にボーカルで参加。
2018年12月13日に5年ぶりとなるオリジナル・アルバム『小唄三昧』がライブ会場での販売や通信販売が開始され、2019年1月30日に一般発売された。

### 2020年代
2021年4月30日、デビュー30周年を記念した自身初のピアノ弾き語りアルバム『GOOD DAYS』を発売。

## 人物
たま時代よりピアノやアコーディオンなどの鍵盤楽器を演奏しているが、柳原は「ピアノを習ったことがない。」「弾き語りっぽいピアノしかできない。リズムっぽいピアノは無理。」と語っている。
元来よりビートルズ、ボブ・ディラン、ニール・ヤング、ザ・バンドなど、イギリスやアメリカのロックに傾倒していた。
楽曲の制作は詞と曲を同時に行っており、まず雑文を書き、その中からフレーズを
テーマを見出し、そこからタイトルと曲のアイデアを出している。
1995年から2000年までのライブでは、たま時代の楽曲を演奏する機会は少なかった。このことについて2015年のインタビューで「たまとしての自分のキャリアが終わり、初めてシンガーソングライターとしての自分とどう向き合えばいいのだろうと考えたときに、たまの曲を少し邪魔に思うときもあった。もし歌ったとしたら『じゃあどうして辞めたの？』という話にもなるのかなって。」と語っている。

## ディスコグラフィ

### シングル
CDシングルは全作品とも廃盤となっている。
|   | 発売日        | タイトル                        | 規格  | 初収録アルバム             |
| - | ------------- | ------------------------------- | ----- | -------------------------- |
| 1 | 1995年1月25日 | みんなおぼえてる/ブルー・アイズ | 8cmCD | ドライブ・スルー・アメリカ |
| 2 | 1995年11月8日 | クリスマス・ベル                | 8cmCD | アルバム未収録             |

|      | 発売日         | タイトル                 | 規格                   | 初収録アルバム                      |
| ---- | -------------- | ------------------------ | ---------------------- | ----------------------------------- |
| 3    | 1998年4月22日  | きみを気にしてる         | 8cmCD                  | 長いお別れ                          |
| 4    | 1999年1月21日  | だいじょうぶ             | 12cmCD                 | 長いお別れ スペシャル・エディション |
| 配信 | 2022年8月5日   | 少年Z                    | デジタル・ダウンロード | COME ON                             |
| 配信 | 2022年11月12日 | モーレ！モーレ！モーレ！ | デジタル・ダウンロード | COME ON                             |

### アルバム
| タイトル                   | 発売日         | 備考 |
| -------------------------- | -------------- | --- |
| ドライブ・スルー・アメリカ | 1995年2月22日  | - 柳原幼一郎名義。 - イーストワールドから発売。 - オリジナル曲3曲と洋楽の和訳カバー9曲を収録。 - 2012年1月25日に再発売された。 |
| 長いお別れ                 | 1998年5月21日  | - たま脱退後では初となるソロ作品。 - PANAMから発売。 - 2009年3月4日にボーナス・トラックを収録し、リマスタリングを施して『長いお別れ スペシャル・エディション』として再発売された。                                                                                    |
| RE-CORD'00                 | 2000年9月25日  | - 自主制作盤。 - 南青山マンダラ公演でのライブ音源を収録。 |
| ウタノワ                   | 2001年9月25日  | - ヴァーゴミュージックから発売。 - セルフ・プロデュース作品。 - ヴァーゴミュージックのホームページでの購入特典として「子供がボールをとりにくる」が収録されたCD-Rが付属。 - 2013年1月18日にSWEEETS DELI RECORDSから再発売された（ボーナス・トラックを5曲追加で収録）。 |
| ONE TAKE OK!               | 2003年11月10日 | - SWEEETS DELI RECORDSから発売。 - 2003年4月10日に南青山マンダラでライブ録音した10曲を収録。 - 2013年1月18日にSWEEETS DELI RECORDSから再発売された。 |
| ふたたび                   | 2005年11月2日  | - 徳間ジャパンコミュニケーションズから発売。 - たま時代の楽曲のセルフカバー・アルバム。 - 水谷浩章との共同プロデュース作品。 |
| ウシはなんでも知っている   | 2007年11月30日 | - SWEEETS DELI RECORDSから発売。 - 水谷浩章との共同プロデュース作品。 |
| DREAMER'S HIGH             | 2010年11月23日 | - SWEEETS DELI RECORDSから発売。 - セルフ・プロデュース作品。 |
| 「ほんとうの話」           | 2013年8月17日  | - SWEEETS DELI RECORDSから発売。 - セルフ・プロデュース作品。 - コンセプトは「明日へのラブソング」。 |
| もっけの幸い               | 2015年1月1日   | - SWEEETS DELI RECORDSから発売。 - デビュー25周年を記念としたベストセレクションアルバム。 |
| 小唄三昧                   | 2018年12月13日 | - SWEEETS DELI RECORDSから発売。 - 2018年12月13日にライブ会場で販売が開始され、2019年1月30日に一般発売された。 |
| GOOD DAYS                  | 2021年4月30日  | - SWEEETS DELI RECORDSから発売。 - 初のピアノ弾き語りアルバム。 |
| COME ON                    | 2023年1月29日  | - SWEEETS DELI RECORDSから発売。 - ピアノトリオで録音されたアルバム。 |

### 共同アルバム
| タイトル                         | 発売日        | 備考                                                                                             |
| -------------------------------- | ------------- | ------------------------------------------------------------------------------------------------ |
| LADIES AND GENTLEMEN!            | 2006年7月19日 | - Warehouseとの共同作品（アーティスト名義は「Warehouseと柳原」）。 - GLAMOROUS RECORDSから発売。 |
| うたのかたち〜UTA NO KA・TA・CHI | 2012年7月4日  | - オルケスタ・リブレとの共同作品。 - GLAMOROUS RECORDSから発売。 - 柳原は「Red Disc」のみ参加。  |

### 映像作品
|   | 発売日        | タイトル                                                | 規格 | 規格品番 |
| - | ------------- | ------------------------------------------------------- | ---- | -------- |
| 1 | 2008年8月10日 | いつかウシになる日まで 〜柳原陽一郎ドキュメント'07〜'08 | DVD  | SDRV-003 |
| 2 | 2017年        | Thank You 55! FLASHBACK                                 | USB  | -        |

### ONLINE STORE 限定発売CD
| #         | タイトル           | 作詞                         | 作曲       | 時間  |
| --------- | ------------------ | ---------------------------- | ---------- | ----- |
| 1.        | 「この世は運次第」 | 柳原陽一郎                   | 柳原陽一郎 | 2:51  |
| 2.        | 「I（あい）」      | 柳原陽一郎                   | 柳原陽一郎 | 3:55  |
| 3.        | 「妖怪にご用心」   | - 中山千夏 - 吉田省念（3番） | 小林亜星   | 4:07  |
| 合計時間: | 合計時間:          | 合計時間:                    | 合計時間:  | 10:53 |

| 全作詞: 柳原陽一郎。 |                     |            |                     |      |
| #                    | タイトル            | 作詞       | 作曲                | 時間 |
| 1.                   | 「最後の日」        | 柳原陽一郎 | 柳原陽一郎 植村昌弘 | 3:58 |
| 2.                   | 「4B」              | 柳原陽一郎 | 柳原陽一郎          | 4:19 |
| 3.                   | 「ハラショー!戦争」 | 柳原陽一郎 | 柳原陽一郎          | 4:24 |
| 4.                   | 「レイ」            | 柳原陽一郎 | 柳原陽一郎          | 5:22 |
| 5.                   | 「また明日」        | 柳原陽一郎 | 柳原陽一郎          | 3:27 |
| 合計時間:            | 合計時間:           | 合計時間:  | 21:30               |      |

| #         | タイトル                   | 作詞                | 作曲                | 時間  |
| --------- | -------------------------- | ------------------- | ------------------- | ----- |
| 1.        | 「生きなっせ」             | 柳原陽一郎          | 柳原陽一郎          | 3:15  |
| 2.        | 「アラビヤ小唄」           | 柳原陽一郎          | 柳原陽一郎          | 5:27  |
| 3.        | 「きみはいないほうがいい」 | 柳原陽一郎          | 植村昌弘            | 4:51  |
| 4.        | 「アメリカンポーク」       | 柳原陽一郎          | 柳原陽一郎          | 3:21  |
| 5.        | 「モンクス・ドリーム」     | 柳原陽一郎 & リクオ | 柳原陽一郎 & リクオ | 5:09  |
| 合計時間: | 合計時間:                  | 合計時間:           | 合計時間:           | 22:03 |

### 配信限定アルバム
| 発売日        | タイトル                                           | 規格                   |
| ------------- | -------------------------------------------------- | ---------------------- |
| 2012年5月30日 | Plays Standards vol.2 -Live at PIT INN 2012.04.17- | デジタル・ダウンロード |
| 2013年4月18日 | Live at Pit inn phonolite strings meet 柳原陽一郎  | デジタル・ダウンロード |

### 未収録・未音源化作品
| タイトル         | 備考                                                                                                  |
| ---------------- | --- |
| がんばれ父ちゃん | 日産自動車CMソング。非売品のCDに収録されていたが、柳原関連の作品には収録されていない。                |
| （曲名不明）     | 茶流彩彩「りらく茶」CMソング。音源化されていないが、ライブでは幾度か演奏されたことはある。            |
| 108匹のオニ      | モバイル用Flash待受「モバイルモンキー」テーマソング。作詞作曲は谷口一が手がけた。音源化されていない。 |
| メン・麺・メン   | 長崎県南島原市手延べ素麺PR民間団体「走男・走女の会」のテーマソングとして書き下ろされた楽曲。          |

### 楽曲提供
| アーティスト   | 担当       | タイトル               | 初出                   |
| -------------- | ---------- | ---------------------- | ---------------------- |
| 千秋           | 作詞       | 「おはよう!数え唄」    | 『ノンタンといっしょ』 |
| 吉岡忍         | 作詞・作曲 | 「遠い空」             | 『BREITH』             |
| 憂歌団         | 作詞       | 「おれのオアシス」     | 『ブルース・バウンド』 |
| 吉岡忍         | 作詞・作曲 | 「IS THIS LOVE?」      | 『water the flower』   |
| カルメン・マキ | 作詞・作曲 | 「ジュゴン」           | 『UNISON』             |
| 石野真子       | 作詞       | 「キミへの想い」       | 『Truth』              |
| リクオ         | 作詞・作曲 | 「モンクス・ドリーム」 | 『HOBO HOUSE』         |

### 参加作品
| アーティスト            | タイトル       | 初出         |
| ----------------------- | -------------- | ------------ |
| 吉田省念                | 「春の事」     | 『黄金の館』 |
| 吉田省念                | 「青い空」     | 『黄金の館』 |
| さくらももこ×来生たかお | 「木曜日は雨」 | 『One Week』 |